# AVT Business School
AVT Business School er en internationalt akkrediteret MBA-skole i centrum af København. AVT blev grundlagt i 2002 og tilbyder Master of Business Administration (MBA), Executive Certificate in Business Administration (CBA), Certificates på MBA niveau, MBA enkeltfag samt skræddersyede uddannelsesprogrammer til individuelle virksomheder.
AVT Business School er officielt akkrediteret af den Association of MBAs internationale (en), der kun tildeles skoler, som lever op til de internationale regler og standarder. AVT Business School har været akkrediteret siden 2012.
Underviserne på AVT Business School er internationale eksperter på deres felt og til dagligt tilknyttet nogle af verdens førende universiteter.[kilde mangler]
- David Vogel – Professor of Business Ethics at Haas School of Business, University of California, Berkeley, USA
- Yves Doz – Professor of Strategic Management at INSEAD i Paris, Frankrig
- Michael Lenox – Professor of Business Strategy at Darden School of Business, University of Virginia, USA

AVT Business School ligger på Sankt Annæ Plads midt i København. Skolen har hjemme i en bevaringsværdig bygning fra 1801 og tilbyder et moderne auditorium med plads til 44 elever, en lounge, en café og fem mødelokaler.

## Programmer hos AVT Business School
- Executive MBA
- Strategic Leadership
- Sustainable Leadership
- Disruptive Leadership
- Executive CBA
- Executive BBA
- Executive Education